# M'innamoro di te/Alla faccia di Belzebù
M'innamoro di te/Alla faccia di Belzebù è un singolo del gruppo musicale italiano Ricchi e Poveri, uscito nel 1981 su etichetta Baby Records. Entrambe le canzoni sono tratte dall'album E penso a te, il primo long-playing pubblicato dalla band come trio.
Il 45 giri esce anche in Francia, Germania, Svizzera, Austria, Paesi Bassi, Belgio e Portogallo nella versione italiana, e in Spagna nella versione spagnola.

## M'innamoro di te
m'innamoro di te di ogni tuo momento, m'innamoro di te perché lo sento.»
(Ritornello del brano)
È una loro canzone molto conosciuta, scritta da Cristiano Minellono e Dario Farina, autori storici della band, e proposta al Festivalbar 1981, dove si classificò terza. Si tratta di un lento molto romantico nello stile tipico del gruppo già dagli anni settanta. La differenza rispetto al decennio precedente sta nell'utilizzo delle voci: modificano, infatti, il loro genere musicale basato fino ad allora sulle parti corali, iniziando a privilegiare gli interventi solistici. Il testo descrive la fase di innamoramento, durante la quale gli innamorati vengono insidiati da dubbi, paure, insicurezze ma, certi del sentimento che provano, si convincono a dichiararlo, correndo anche il rischio di non essere ricambiati, e perciò di venire rifiutati.
Il pezzo è stato il secondo di quattro singoli tratti dall'album E penso a te, pubblicato dai Ricchi e Poveri nel 1981. M'innamoro di te anticipa, così, l'uscita prossima dell'album. I due singoli successivi sono Come vorrei, sigla di Portobello (noto programma TV di Enzo Tortora), e la ballabile Made in Italy, mentre il precedente era Sarà perché ti amo, hit prima in classifica per vari mesi e che li ha consacrati a livello internazionale. In Spagna viene inciso sul lato A del 45 giri Me enamoro de ti/En la cara de Belcebú cantato in lingua spagnola.
I Ricchi e Poveri interpretano anche due nuove versioni della canzone, la prima inserita nell'album Buona giornata e... del 1990 e l'altra in Parla col cuore del 1999.
Nel 1983 il brano è inciso dal duo danese dei Laban con il titolo Det jeg føler for dig ed inserita nell'album Laban 2. Una cover in portoghese, Eu Amo Amar Você, è stata invece eseguita dal cantante brasiliano Gilliard.

## Alla faccia di Belzebù
Il brano musicale sul retro, Alla faccia di Belzebù (il brano di chiusura del 33 giri E penso a te), vede, per la prima volta, la cantante Angela Brambati collaborare nei panni di autrice di un pezzo del gruppo. Molti hanno visto in questo testo una velata allusione alla burrascosa lite avvenuta tra la brunetta e Marina Occhiena, per motivi sentimentali, che avrebbe portato alla rottura del quartetto, ma nessuno lo ha mai confermato.
In Spagna esce sul lato B del singolo Me enamoro de ti, cantato in lingua e rintitolato En la cara de Belcebú.

## Tracce
- 45 giri – Italia, Francia, Germania, Svizzera, Austria, Paesi Bassi, Belgio (1981)

1. M'innamoro di te – 3'16" (Cristiano Minellono - Dario Farina) Edizioni musicali Televis/Abramo Allione
2. Alla faccia di Belzebù – 3'04" (Angela Brambati - Franco Gatti - Dario Farina) Edizioni musicali Televis

- 45 giri – Spagna (in lingua spagnola, 1981)

1. Me enamoro de ti – 3'16" (Cristiano Minellono - Dario Farina) Edizioni musicali Televis/Abramo Allione
2. En la cara de Belcebù – 3'04" (Angela Brambati - Franco Gatti - Dario Farina) Edizioni musicali Televis

- 45 giri – Portogallo (1982)

1. M'innamoro di te – 3'16" (Cristiano Minellono - Dario Farina) Edizioni musicali Televis/Abramo Allione
2. Come vorrei – 2'56" (Cristiano Minellono - Dario Farina) Edizioni musicali Televis/Abramo Allione

## Crediti
- Ricchi e Poveri (Angela Brambati, Angelo Sotgiu, Franco Gatti): voci
- Gian Piero Reverberi: arrangiamenti e direzione musicale
- "Union Studios" di Monaco di Baviera; "Sound Emporium Studios" di Nashville (U.S.A.): studi di registrazione
- Universal Italia/Televis/Allione: edizioni musicali
- Baby Records: produzione

## Classifiche

### Posizione massima
| Classifica (1981-1982) | Posizione |
| ---------------------- | --------- |
| Italia                 | 2         |
| Svizzera               | 3         |

### Andamento nella classifica italiana
| Posizione | 9 | 7 | 4 | 4 | 4 | 2 | 3 | 9 | 9 | 7 | 8 | 6 | 8 |

## Dettagli pubblicazione
| Paese  | Data | Etichetta    | Formato | Nº Catalogo |
| ------ | ---- | ------------ | ------- | ----------- |
| Italia | 1981 | Baby Records | 45 giri | BR 50243    |

Pubblicazione & Copyright: 1981 - Baby Records - Milano.

Distribuzione: CGD - Messaggerie Musicali S.p.A. - Milano.